# Am Feuersang
Am Feuersang ist ein Ort im Ennspongau im Land Salzburg, und gehört zur Gemeinde Flachau im Bezirk St. Johann (Pongau).

## Geographie
Der Ort befindet sich etwa 15½ Kilometer östlich von St. Johann, 5½ km südwestlich von Radstadt.
Er liegt zwischen Altenmarkt und Flachau Ort auf dem Höhenrücken, der auch Feuersangberg genannt wird, und an den Taleingängen zwischen Zauchental und Flachauer Tal den Ausläufer der  Steinfeldspitzen-Gruppe der Radstädter Tauern bildet. Die zerstreuten Häuser verteilen sich über 3 Kilometer entlang des Rückens, auf Höhen um die 1080 m ü. A. Der Vorberg kulminiert im Koppen (1378 m ü. A.), fällt zum Sattel (zwischen Flachau Ort und Palfen im Zauchental) wieder ab, und steigt dann jählings zum Kalkstock des Lackenkogels (2051 m ü. A.).
Die Ortslage umfasst um die 50 Adressen, davon 2 im Tal bei Feuersang.
Am Feuersang gehört nur teils zur Katastralgemeinde Feuersang, teils zu Reitdorf.
Nachbarorte
| Schachen Ransburg      |                                             | Altenmarkt (Gem. Altenmarkt i.P.) |
| Reitdorf Feuersang     | Kompassrose, die auf Nachbargemeinden zeigt | Palfen (Gem. Altenmarkt i.P.)     |
| Hundsdörfl Flachau Ort |                                             |                                   |

## Geschichte
Der Name Feuersang ist 1526 urkundlich („ab dem feuersanng ob Altnmarkht“)
Der Name ist entweder ein Rodungsname, beschreibt tatsächlich einen historischen Waldbrand, oder den Wald für die Brennholzgewinnung der  Eisenhütte Flachau, für deren Versorgung die heutigen Ortschaften Flachau und Feuersang als Zeche Flachau zuständig waren.
Die Ried Feuersang lang westlich unterhalb des Winterlehens, der Feuersang Wald östlich über der Brandstatt bei Palfen, während die Hochfläche Ebenfeld und oberhalb Leiten und Neureith, und dann  Feuersang bis zum heutigen Gasthof Sattelgut genannt wurde.
Heute ist Feuersangberg üblich, die Adressen lauten Am Feuersang und Sattelweg.
Als 1722  unter Erzbischof Franz Anton Graf von Harrach  ein Vikariat  Flachau der Pfarre Altenmarkt eingerichtet wurde, blieben Reitdorf und Feuersang zur „Schonung Altenmarkts“ großteils direkt unterstellt, und Reitdorf ist bis heute im Sprengel Altenmarkt eingepfarrt.
Im 19. Jahrhundert sind hier die Gehöfte Winterlehen (der heutige Berggasthof), Deml, Seidllehen (Flur Ebenfeld), Oedlehen, Nadllehen, Edllehen (heute Eder), Pommerlehen, Trigl (Flur Leiten), Feichten (Flur Feuersang), Pertill (Flur Neureith), und Hafnach, auch die Hinter Kuchelberger Hütte, sowie Lecherl, Gruber und Sattler (Wirtshaus Sattelgut), Wexlmais (heute Wexler) und Muhrleiten  (Gegend Feuersang, Lecherl und Muhrleiten heute abgegangen), und im Tal Gänsbichl und Nestenbichl geführt (jeweils taleinwärts).

## Infrastruktur
Am Nordosthang des Feuersangbergs liegt ein Teil des Skigebiets Altenmarkt, das direkt vom Ort erreichbar ist.
Hier werden auch drei Rodelbahnen, davon zwei nächtens beleuchtet, betrieben.